# آشر روبنز
آشر روبنز (بالإنجليزية: Asher Robbins)‏ هو محامي وسياسي أمريكي، ولد في 26 أكتوبر 1757 في الولايات المتحدة، وتوفي في 25 فبراير 1845 في نيوبورت في الولايات المتحدة. حزبياً، نشط في الحزب الوطني الجمهوري ‏. وقد انتخب عضو مجلس الشيوخ الأمريكي.